# 山梨県道613号甘利山公園線
山梨県道613号甘利山公園線（やまなしけんどう613ごう あまりやまこうえんせん）は、山梨県韮崎市を走る一般県道である。
レンゲツツジ群生地域へのハイカーや、甘利山周辺への登山客の輸送を主目的した観光路線の趣きが強い。なお現在は、山岳区間のみ冬期全面通行止めとなる。

## 概要

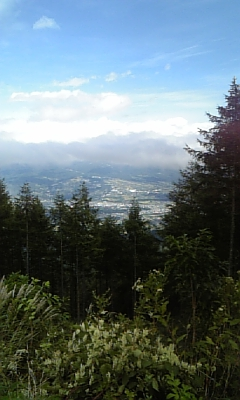
甘利山公園から韮崎市内をのぞむ（2007年9月）

路線は主に二つの区間に別れ、山梨県道42号韮崎南アルプス富士川線船山橋西端から山梨県道12号韮崎南アルプス中央線旧道まで続く生活道路としての終点部分の区間と、県道12号旧道交差点から起点である甘利山山頂付近までの人里離れた山岳区間の登山道路としての二面を持つ。これは山梨県道が平成に入って一斉に改番された際に、前者は旧県道78号鋳物師屋若尾新田線、後者は林道であったのを同一の県道として指定したためである。なお当路線は、起点が甲府側からではなく、県道42号交点部分が終点に指定されている。
起点は甘利山頂上へ向う行楽客用ロッジと広い駐車場のある鞍部からとなる。付近にある甘利山公園からは晴天の日には写真のように韮崎市内が見下ろせる。なお、砂利で覆われている駐車場部分を抜け、県道613号とほぼ一本の形で更に奥へ林道小字沢線が延びており、鳳凰山山腹の奥へ自動車での進入が可能であり）、同様に韮崎市北部へ下ることも可能である。
山頂から降りていくと車窓からでもレンゲツツジやササの群生する箇所や、また秋の紅葉、韮崎市方面への展望が広がる区間を抜ける。このため、シーズンには狭い当路線上に自動車を駐車するドライバーも多く、駐車禁止の旨の警告看板が立てられている。また、山頂からすぐに急勾配とヘアピンカーブが連続する区間が存在し、更に徒歩でハイキングする登山客もいるため、注意を要する。しばらく降りると、椹池という高層湿原へ出る。この少し下あたりでダート区間の長い林道御庵沢小武川線と十字交差する。
少し下ると苗敷山穂見神社奥宮へと続く林道旭山線が分岐する。この林道は神社から先は自動車通行困難だが、山梨県立北病院近くのエーワン精密山梨工場付近まで下っている。更にしばらくヘアピンカーブを連続して下っていくと、甘利沢の砂防ダム付近に出てカーブと勾配が連続する区間は終了し、警戒情報標識と通行止め用ゲートをくぐると人里に入り、間もなくすると県道12号旧道との交点である甘利山入口交差点となる。なお、この山岳区間には500mごとに標高を示す標識が道路端に立てられている。
この先は釜無川へ向けて比較的勾配のある道路を下る。交差点を越えると田圃の中の1.5車線区間を経て県道12号旭バイパスと交差、更に住宅の並ぶ区間を下って山梨県道607号北原下条南割線と信号の無い交差点で交差すると、沢に添う形で木々で鬱蒼とした坂を抜け田園地帯の広がる平地へと出る。ここから山梨県立韮崎工業高等学校グランドまでの短い区間をまた1.5車線で抜け、突き当たりの塚を右に90度曲がると県道42号との交点となり、ここが終点となる。
終点部分で90度曲がるのは、架け替え前の旧船山橋は当路線が直進する形で架かっていたためで、逆に国道52号（現在の県道42号）側が右へ90度曲がる形で進入していた。なお、この交点には信号機は設けられておらず、船山橋方面から県道613号に入るためには交通量の多い反対車線に入る必要がある。

### 路線データ
- 起点：山梨県韮崎市旭町上條北割（甘利山公園付近）
- 終点：山梨県韮崎市龍岡町若尾新田（山梨県道42号韮崎南アルプス富士川線交点）
- 延長：約14km

## 通過する自治体
- 山梨県韮崎市

## 交差・接続する道路
- 山梨県道12号韮崎南アルプス中央線（甘利山入口交差点）
- 山梨県道607号北原下条南割線
- 山梨県道42号韮崎南アルプス富士川線

## 周辺
- 甘利山
- 山梨県立韮崎工業高等学校